# Малая японская мышь
Малая японская мышь (лат. Apodemus argenteus) — вид грызунов семейства мышиных (Muridae).
Длина тела от 75 до 94 мм, длина хвоста от 74 до 101 мм, масса 15,2 г. Мех мягкий и тонкий. Верхняя часть тела и боковые стороны красновато-коричневого цвета. Уши относительно большие, светло-коричневые с краями белого цвета и голые. Окраска головы светлее. Вибриссы коричневого цвета. Ноги белые. Хвост длиннее тела и покрыт тонкими волосками.
Эндемик Японских островов. Обитает в зрелых лесах с густой листвой, в низинах и высокогорных районах на высоте до 2500 метров над уровнем моря. Ведёт ночной, полудревесный образ жизни. Питается плодами и семенами, а также насекомыми.
Размножается 1—2 раза в год. В помёте 2—9, в среднем 4 детёныша.
Серьёзных угроз для вида нет. Присутствует в многочисленных охранных территориях.